# Chrysobothris manifesta
Chrysobothris manifesta es una especie de escarabajo del género Chrysobothris, familia Buprestidae. Fue descrita científicamente por Obenberger en 1940.